# Tipula (Trichotipula) vultuosa
Tipula (Trichotipula) vultuosa is een tweevleugelige uit de familie langpootmuggen (Tipulidae). De soort komt voor in het Neotropisch gebied.